# Forrest Hill Milford
El Forrest Hill Milford United Association Football Club, abreviado generalmente como Forrest Hill Milford, es un equipo de fútbol de la ciudad de North Shore, Nueva Zelanda. Juega en la Lotto Sport Italia NRFL Division 1, segunda división del sistema de ligas de la Federación de Fútbol de Auckland, a la que descendió en 2011.